# الربط

الرابات

الرَّبَطُ (باللغة المالطية:Ir-Rabat)) هي مدينة تقع غرب وسط مالطا بالقرب من مادينا العاصمة القديمة لمالطا غرب فاليتا
. فيها آثار كثيرة من أيام الرومان، وكنائس مبنية في مغارات
و أديرة من العصر البيزنطي و أنفاق سرية تحت الأرض. يرجع تاريخ قصر فيردالا
لسنة 1586م
و بُني لكي يكون المقر الصيفي لفرسان القديس يوحنا
و بعد ذلك بقي يستخدمه الحكام الذين حكموا الجزيرة. حول الرابات أراضي زراعية وأشجار. عدد سكانها 11,462 (نوفمبر 2005 ). كلمة الرابات مشتقة من الرباط بالعربية
و التي معناها الضاحية لأنها كانت ضاحية مادينا.

## أعلام
- بول جيوريب
- كارمل بوسوتيل
- جوزيف كالييا

## وصلات خارجية
- الموقع الرسمي للمدينة